# アルファ・バングラ
アルファ・バングラ（Alfa Bangura、1980年2月4日 - ）は、シエラレオネ出身のバスケットボール選手である。ポジションはフォワード。元リビア代表で、2009年アフリカ選手権にも出場。

## 人物
セントジョン大学卒業後、USBL・NBADL・CBA、スペインなどでプレー。
2006年よりアイシンシーホースでプレー。2008年退団。